# Tim Seeley
Pour les articles homonymes, voir Seeley.
Tim Seeley est un dessinateur et scénariste américain, connu pour son travail sur des comics comme Grayson, G.I. Joe: A Real American Hero, G. I. Joe vs Transformers et New Exiles. Il est aussi le co-créateur du titre Hack/Slash d'Image Comics et de Revival.

## Biographie
Seeley a illustré une variété de comics, incluant Kore, G.I. Joe: A Real American Hero, G.I. Joe vs. Transformers, et Forgotten Realms: The Dark Elf Trilogy.
Il est également l'auteur de la série Hack/Slash, et a participé à la production du long métrage Hack/Slash qui aurait dû sortir en 2009 par Universal Pictures,,,,.
Sa série chez Image Comics, Loaded Bible, a attiré beaucoup d'attention pour son thème politique de Jésus contre des Vampires. L'histoire se déroule dans un monde post-apocalyptique géré par une société chrétienne.
Son webcomic, Colt Noble and the Megalords, a fait ses débuts sur Nerd City Online le 3 août 2009. L'année suivante, il écrit Wild Game, un comics sur les loups-garous.
Vivant à Chicago, il fonde avec trois autres artistes le Four Star Studios en 2011. Il travaille ainsi aux côtés de Mike Norton, Josh Emmons et Jim Terry,.
En 2014, il co-écrit la série Grayson avec l'auteur Tom King. En 2016, il signe un contrat d'exclusivité avec l'éditeur DC Comics et continue de travailler sur le personnage de Dick Grayson dans la série Nightwing. Son contrat possède une exception : il peut continuer de travailler sur ses propres séries en « creator-owned » Revival et Hack/Slash,. En 2017, il passe sur la série Hellblazer avec l'artiste Jesus Menino.
En 2018, après plusieurs années chez DC et la fin de son contrat avec l'éditeur, il réalise Shatterstar pour Marvel Comics avec l'artiste Carlos Villa. Il enchaîne en 2019 sur la série Money Shot qu'il co-écrit avec Sarah Beattie pour Vault Comics.

### Vie privée
Il vit à Chicago.

## Œuvres

### Scénariste
- 2003 : G.I. Joe: Frontline no 18 (Image Comics)
- 2006 : G.I. Joe vs. Transformers vol. 3 no 1-5 (Devil's Due Publishing)
- 2007 : G.I. Joe vs. Transformers vol. 4 no 1, 2 (Devil's Due Publishing)
- 2009 : Colt Noble & The Mega Lords, 44 pages, one-shot (Indépendant)
- 2011-2014 : The Occultist Ongoing Series (Dark Horse Comics)
- 2011 : Lovebunny & Mr. Hell Volume 1 (Image Comics)
- 2012-2017 : Revival no 1-47 (Image Comics)
- 2014-2015 : Sundowners no 1-8 (Dark Horse Comics)
- 2014-2015 : Batman Eternal (avec Scott Snyder, James Tynion IV, Ray Fawkes, Kyle Higgins, et John Layman)
- 2014 : Nightwing no 30, « Setting Son » (avec Tom King, Javier Garrón, Jorge Lucas, et Mikel Janin, DC Comics)
- 2014-2016 : Grayson no 1–17 (DC Comics, juillet 2014 – février 2016)
- 2015-2016 : Batman and Robin Eternal (avec Scott Snyder, James Tynion IV, Genevieve Valentine, Ed Brisson, Steve Orlando, Jackson Lanzing et Collin Kelly)
- 2016 : New Suicide Squad no 17–21 (avec Juan Ferreyra, DC Comics, février – juin)
- 2016-2017 : Nightwing vol. 4  no 1-34 (avec Javi Fernandez et Marcus To, DC Comics, juillet 2016 – décembre 2017)
- 2017-2018 : Green Lanterns vol. 1 no 32-48 (avec Ronan Cliquet, DC Comics)
- 2018 : Injustice VS Masters of the Universe (DC Comics)
- 2018-2019 : Shatterstar no 1-5 (Marvel Comics)
- 2019 - en cours : Money Shot (Vault Comics)
- 2020 - en cours : Crow Lethe (IDW Publishing)

### Dessinateur
- 2002 : G. I. Joe: Battle Files no 1 (Devil's Due Publishing)
- 2003 : Lovebunny & Mr.Hell : Savage Love (Devil's Due Publishing / Image Comics)
- 2003 : G. I. Joe: Frontline no 17 (Image Comics)
- 2003-2005 : G. I. Joe: A Real American Hero vol. 2 no 16, 23-37, 39-43 (Image Comics)
- 2004 : G. I. Joe vs Transformers vol. 2 no 1, 2, 4 (Devil's Due Publishing)
- 2006 : G. I. Joe Special Missions: Antarctica (Devil's Due Publishing)
- 2006 : G. I. Joe Special Missions: Manhattan (Devil's Due Publishing)
- 2006 : G. I. Joe Special Missions: Tokyo (Devil's Due Publishing)
- 2007 : G. I. Joe: Amérique Elite no 19-20 (Devil's Due Publishing)
- 2007 : G. I. Joe Special Missions: Brazil (Devil's Due Publishing)
- 2007 : Halloween: Nightdance no 1-4 (Devil's Due Publishing)
- 2008 : Halloween: 30 Years Of Terror (Devil's Due Publishing, « Repetition Compulsion »)
- Lovebunny & Mr.Hell : Secret Origin (Devil's Due Publishing / Image Comics)
- Lovebunny & Mr.Hell : Granny What Big Teeth You Have (Devil's Due Publishing / Image Comics)
- Lovebunny & Mr.Hell : Ready To Wear (Devil's Due Publishing / Image Comics)
- Lovebunny & Mr.Hell : Too Much To Dream (Devil's Due Publishing / Image Comics)

### Couvertures
- 2003 : G. I. Joe: A Real American Hero vol. 2 no 14, 19 (Image Comics)
- 2003 : G. I. Joe: Frontline no 17, 18 (Image Comics)
- 2004 : G. I. Joe: Reloaded no 10 (Image Comics)
- 2004 : G. I. Joe vs Transformers vol. 2 no 1 (Devil's Due Publishing)
- 2006 : G. I. Joe Special Missions: Tokyo (Devil's Due Publishing)
- 2006-2007 : G. I. Joe: America's Elite no 11, 16-20 (Devil's Due Publishing)
- 2006 : G. I. Joe vs Transformers vol. 3 no 1 (Devil's Due Publishing)
- 2007 : G. I. Joe vs Transformers vol. 4 no 1 (Devil's Due Publishing)
- 2015 : Reanimator vol. 1 no 1 (Dynamite Comics) [19]